# 第一代西蒙子爵约翰·西蒙
约翰·奥尔斯布鲁克·西蒙，第一代西蒙子爵，GCSI，GCVO，OBE，PC（John Allsebrook Simon, 1st Viscount Simon，1873年2月28日—1954年1月11日），英国政治家，在一战爆发到二战结束的时期内，多次出任内阁级职位。他先后出任内政大臣、外交大臣和财政大臣，只有拉布·巴特勒有相同经历。他也担任过英国法律系统中的最高职位，大法官。初入政坛时，他是一位自由党人，后来，他脱离自由党，另立自由国家党（Liberal National Party）。